# بتلون
بتلون إحدى القرى اللبنانية من قرى قضاء الشوف في محافظة جبل لبنان.
تبلغ مساحة بتلون حوالي 550 هكتار ولها عدة مداخل وحدود مع القرى المجاورة التالية: كفرنبرخ، عين وزين، الباروك، الورهانية وهي تبعد 49كلم عن بيروت عاصمة لبنان. ترتفع حوالي 1080 متر عن سطح البحر.
تشتهر بتلون بالزراعة وبسوقها التجاري الذي يعتبر سوقا مركزيا لمحيطها.